# Олехновичская возвышенность
Олехно́вичская возвы́шенность (бел. Аляхно́віцкае ўзвы́шша) — северо-западная часть Радошковичской возвышенности, в свою очередь входящей в состав Минской возвышенности. Располагается в Молодечненском районе Минской области Белоруссии.

## География
С востока к Олехновичской возвышенности примыкает Нарочано-Вилейская низменность. С юго-запада территорию ограничивает долина реки Березина (приток Немана), с севера — долина реки Уша (приток Вилии).
Возвышенность сложена моренными суглинками и супесями, перекрывающимися лёссоподобными слоями небольшой мощности. Рельеф преимущественно грядово-холмистый, часто холмистый и среднехолмистый моренами. Глубина эрозионного расчленения рельефа — до 10—20 м. Края возвышенности имеют резкий уклон в сторону речных долин и низин.
Высшая точка располагается в лесу на территории, подчинённой Красненскому сельсовету. Высота над уровнем моря составляет 313,2 м.
Бо́льшая часть территории распахана. На склонах сохраняются еловые, дубовые, сосновые леса и кустарники.